# Washington, D.C.
Washington, D.C. är federal huvudstad för USA. Staden sammanfaller geografiskt med District of Columbia (D.C.) – vilket är stadskommunens officiella identitet och namn – och tillhör alltså ingen delstat.
Staden/distriktet har omkring 600 000 invånare och täcker en yta av 178 kvadratkilometer längs Potomacflodens vänstra strand. Storstadsområdet Greater Washington, D.C. Metropolitan Area, omfattar betydligt större landytor i de omgivande staterna Maryland och Virginia än vad som ryms inom stadens gränser, och där bor över 5,3 miljoner invånare. På senare tid har man också börjat räkna staden som en del av ett större storstadsområde tillsammans med den närliggande staden Baltimore. Det kombinerade storstadsområdet Baltimore-Washington Metropolitan Area, som även inbegriper nordöstra Maryland och ett hörn av West Virginia, har cirka åtta miljoner invånare vilket gör det till den fjärde största i USA (efter New York, Los Angeles och Chicago).

## Historia
Det geografiska läget för USA:s federala huvudstad är resultatet av en politisk kompromiss. De kongresser som hade lett till grundandet av Förenta staterna samlades i Philadelphia eftersom detta låg centralt för delegaterna från de tretton kolonierna. Den 16 juli 1790 fattades emellertid ett beslut om att upprätta den federala huvudstaden längre söderut, på gränsen mellan Maryland och Virginia. Beslutet var en eftergift till delegaterna från sydstaterna, med Thomas Jefferson och James Madison som ledande företrädare, som i gengäld fick gå med på ett ökat federalt inflytande i budgetfrågor.
Beslutet år 1790 innebar att revolutionstidens statsmän (de så kallade Founding Fathers) frigjorde landets huvudstad från delstaterna och förlade den till ett helt eget distrikt, District of Columbia. USA:s förste president George Washington valde personligen ut ett område vid staden Georgetown i Maryland vid Potomacfloden på gränsen till Virginia. Ett rektangulärt område köptes in från privata ägare, bestående av delar av båda dessa delstater. År 1791 gavs staden namnet Washington till ära för presidenten, som dock själv undvek att använda det namnet. En fransman, majoren och ingenjören Pierre l'Enfant, planerade staden 1790 men fick sparken när några av de styrande ogillade vissa av hans förslag. 
Staden blev officiell huvudstad och regeringssäte den 17 november 1800 då president John Adams flyttade in i Vita huset. Samma månad sammanträdde kongressen för första gången i staden. ”D.C.” står för District of Columbia, vilket är det federala distrikt där Washington ligger, stadens och distriktets gränser sammanfaller och vissa administrativa organ är gemensamma. Distriktet är inte en delstat utan en särskild administrativ region som ligger utanför delstatssystemet. Washington, D.C. lyder istället direkt under kongressen. Den del av District of Columbia som ligger söder om Potomacfloden återlämnades till Virginia 1846, och utgör nu Arlington County och en del av staden Alexandria.
Staden har genom åren varit en fridfull plats med undantag för upploppen i januari 2021 och 1812 års krig då brittiska trupper invaderade Washington och satte eld på Vita huset och Kapitolium, som då endast var delvis färdigbyggt. Staden växte långsamt under 1800-talets första år; det svårbebyggda och delvis helt outdikade träsket lockade inte många bosättare. Det var först under amerikanska inbördeskriget som utvecklingen i staden började ta fart. Kapitolium färdigställdes under kriget, liksom kongressbiblioteket (Library of Congress). Staden låg egentligen i det som räknades till sydstaterna men var i kraft av försvarare för den federala statsutvecklingen en del av nordstaterna. Washington, D.C. låg nära frontlinjen eftersom staden låg mellan delstaterna Maryland som tillhörde unionen och Virginia som stred för  de konfedererade. På grund av sitt geografiska läge kom många fattiga flyktingar och soldater att marschera igenom staden. Efter inbördeskriget bestod stora delar av Washington av fattiga slumområden.
Det var först omkring 1900 som Pierre l'Enfants stadsplanering började förverkligas. Nya monument tillkom (däribland det över Lincoln), avloppsnätet, avenyer och gator byggdes ut, och träd planterades. Utvecklingen fortsatte under 1920- och 1930-talet. Från 1930-talet började nya kontorsbyggnader att byggas, och år 1945 färdigställdes Pentagon som är USA:s militära högkvarter. Man hade då byggt ut Arlingtonkyrkogården där soldater som fallit i amerikanska krig, amerikanska presidenter och andra prominenta personer fått sin sista vila.
Omkring 1962 och de närmaste decennierna därefter började Washington förslummas i likhet med andra amerikanska storstäder vid samma tid. Flera invånare flyttade ut till stadens förorter, arbetsplatser lades ned och socialt belastade människor flyttade in. Detta slog särskilt hårt mot Washington som fram till 1973 inte fick rösta i presidentvalen, och där befolkningen redan innan de dåliga tiderna börjat kännetecknats av en stor andel fattiga. Staden var satt under federal förvaltning och hade begränsade möjligheter att balansera sin budget. En stor upprustning i staden gjordes kring 1976 i samband med 200-årsfirandet av amerikanska självständigheten; i samband med detta invigdes Washingtons tunnelbana. En ny upprustning gjordes under 1990-talet då tunnelbanenätet förlängdes, nya minnesmärken över bland annat Koreakriget och slaveriet uppfördes, och befintliga museer byggdes ut. 2010 hade nästan alla slumkvarter försvunnit. Kriminaliteten är numer bland de lägsta i USA:s större städer.[källa behövs] Staden och dess omgivningar har stor inflyttning och räknas numer som en av de viktigaste naven för tillväxt i USA.[när?]
Händelserna den 11 september 2001 blev kännbara för staden, då Pentagon attackerades av ett av de kapade flygplanen. Alla de 64 passagerarna omkom, liksom 125 personer i Pentagon. 106 personer skadades allvarligt.

## Geografi och stadsbild

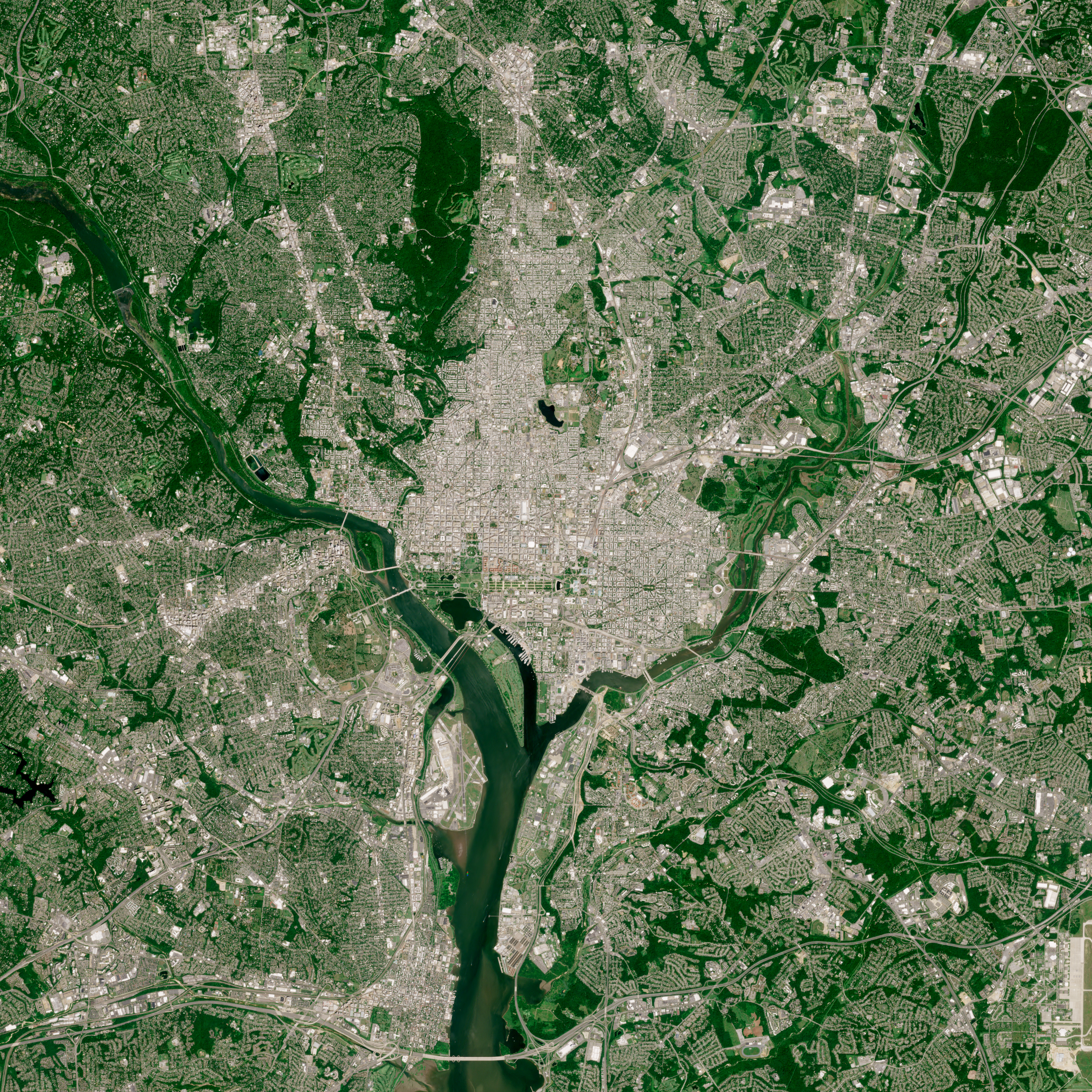
Satellitbild över Washington, D.C. tagen 2020-07-29 av Sentinel 2.

### Klimat
Trots att staden ligger inom den subtropiska zonen så upplever området ett fuktigt tempererat klimat med märkbart kalla vintrar, dock också heta och långa somrar.
Normala temperaturer och nederbörd i Washington DC:
|                                            | Jan | Feb | Mar | Apr | Maj | Jun | Jul | Aug | Sep | Okt | Nov | Dec |
| ------------------------------------------ | --- | --- | --- | --- | --- | --- | --- | --- | --- | --- | --- | --- |
| Normaldygnets maximitemperaturs medelvärde | 6   | 8   | 13  | 19  | 24  | 29  | 31  | 30  | 26  | 20  | 14  | 8   |
| Normaldygnets minimitemperaturs medelvärde | −2  | −1  | 3   | 8   | 13  | 19  | 22  | 21  | 17  | 10  | 5   | 0   |
|                                            |     |     |     |     |     |     |     |     |     |     |     |     |
| Nederbörd                                  | 71  | 65  | 88  | 78  | 101 | 96  | 94  | 74  | 94  | 86  | 80  | 77  |

| Diagram | temperaturer i °C • månadsnederbörd i mm | temperaturer i °C • månadsnederbörd i mm | temperaturer i °C • månadsnederbörd i mm | temperaturer i °C • månadsnederbörd i mm | temperaturer i °C • månadsnederbörd i mm | temperaturer i °C • månadsnederbörd i mm | temperaturer i °C • månadsnederbörd i mm | temperaturer i °C • månadsnederbörd i mm | temperaturer i °C • månadsnederbörd i mm | temperaturer i °C • månadsnederbörd i mm | temperaturer i °C • månadsnederbörd i mm | temperaturer i °C • månadsnederbörd i mm |
|         | 71 6 -2                                  | 65 8 -1                                  | 88 13 3                                  | 78 19 8                                  | 101 24 13                                | 96 29 19                                 | 94 31 22                                 | 74 30 21                                 | 94 26 17                                 | 86 20 10                                 | 80 14 5                                  | 77 8 0                                   |

Visa eller redigera grafens rådata.

### Gatusystem
Liksom i många andra amerikanska städer följer gatorna i Washington ett rutnät. Gator som går i öst-västlig riktning har bokstavsbeteckningar och heter bland annat ”K Street”, ”M Street” och ”N Street”. Det finns två sådana serier med bokstavsbeteckningar: den ena börjar norr om kongressbyggnaden och den andra börjar söder om denna. Gator som går i nord-sydlig riktning har sifferbeteckningar, såsom ”4th Street” eller ”5th Street”. Det finns på samma sätt även två sådana serier av beteckningar, som börjar öster respektive väster om kongressbyggnaden. Kongressbyggnaden delar upp staden i fyra kvadranter: nordväst (NW), nordöst (NE), sydväst (SW) och sydöst (SE).
I den norra delen av distriktet utgör Rock Creek Park en gräns mellan flera stadsdelar.
Utöver gatorna med bokstavs- och sifferbeteckningar finns avenyer med namn efter delstater; däribland Connecticut Avenue och Rhode Island Avenue. Dessa går i regel lite snett i förhållande till det övriga gatunätet. Där avenyerna skär varandra finns ofta stora cirkulationsplatser. Den mest kända avenyn är förmodligen Pennsylvania Avenue, på vilken Vita huset ligger som nummer 1600. Under nyklassicismen på 1790-talet skapade den franske ingenjören, major Pierre Charles L'Enfant den ursprungliga stadsplanen för staden Washington D.C. l'Enfant hade stridit vid George Washingtons sida i frihetskriget. Stadsplanens system av breda avenyer som förenade viktiga byggnader och rutnät av gator åt norr, söder, öst och väst, blev en förebild för stadsplanerare världen över.[källa behövs]

### Byggnader

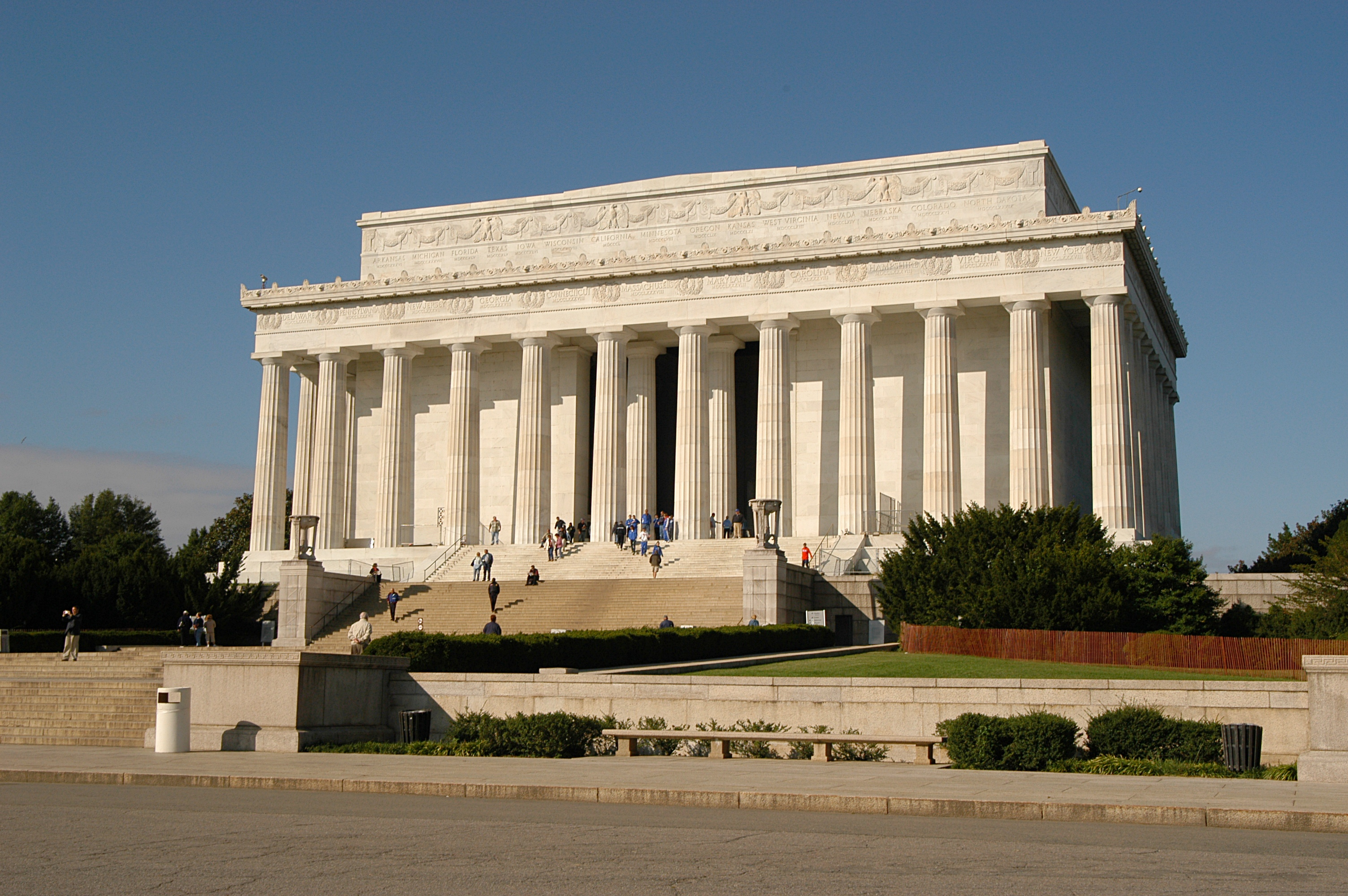
Lincolnmonumentet, byggt 1915–1922 vid den västra yttre delen av National Mall.

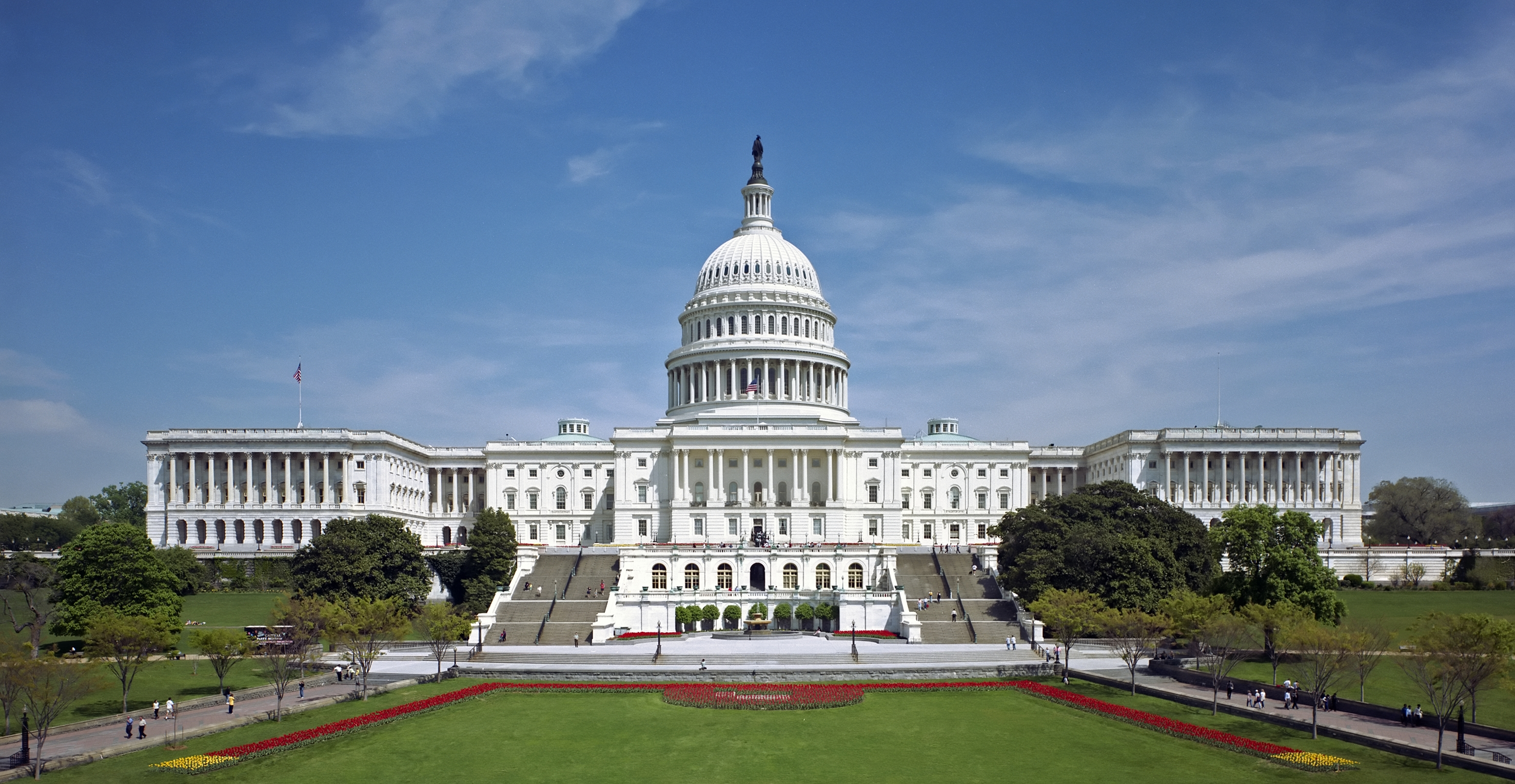
Kapitolium, säte för USA:s kongress.

I Washington med omnejd finns flera byggnader som är förknippade med den amerikanska federala statsmakten. Bland de mest kända återfinns presidentresidenset Vita huset, kongressbyggnaden Kapitolium, utrikesdepartementet i Harry S Truman Building samt försvarshögkvarteret Pentagon (i Arlington County på Virginiasidan). J. Edgar Hoover Building som är säte för FBI representerar arkitektoniskt brutalismen.
Andra framträdande byggnader inkluderar en rad minnesbyggnader över amerikanska presidenter, bland annat John F. Kennedy Center for the Performing Arts vid Potomacfloden samt Jefferson-, Lincoln- och Washingtonmonumenten, samtliga i direkt eller nära anslutning till The National Mall.
Utanför den politiska sfären finns Washington National Cathedral och Smithsonian Institution med sin slottslika huvudbyggnad. Flera militära anläggningar finns inom distriktets gränser, däribland Washington Navy Yard, Marine Barracks Washington, Fort McNair samt Bolling Air Force Base.
I det område som kallas för Downtown finns stadsarkitektur från olika tidsepoker, med speciella guideböcker för ändamålet. I Georgetown finns den äldsta samlade bebyggelsen.
House of Sweden, av arkitekten Gert Wingårdh, är en nyare men uppmärksammad profil i Georgetown vid Potomacfloden som bland annat huserar Sveriges ambassad. Nedre delen av byggnaden är tillgänglig för allmänheten för utställningar och evenemang - oftast med svensk anknytning.

## Styre och politik
Då Washington, D.C. är USA:s huvudstad finns där de centrala institutionerna för den federala statsmakten. Kapitolium är säte för USA:s kongress med senaten och representanthuset. Vita huset är officiellt residens och säte för USA:s president och dennes stabsorganisation. De allra flesta av regeringsdepartementen och fristående federala myndigheter finns inom distriktets gränser. Byggnaden för USA:s högsta domstol är belägen tvärsemot kongressbyggnaden, och inom distriktet finns även Administrative Office of the United States Courts och Federal Judicial Center. Två federala appellationsdomstolar finns i distriktet: United States Court of Appeals for the Federal Circuit samt United States Court of Appeals for the District of Columbia Circuit.

### Lokalt styre och representationsfrågan
Då District of Columbia inte är en delstat, har dess invånare ingen representant med rösträtt i USA:s kongress – trots att kongressen har sitt säte i distriktet. Invånarna väljer endast en delegat som deltar i debatten och i Representanthusets utskott, dock utan rösträtt (i dagens läge Eleanor Holmes Norton). I Senaten finns inte District of Columbia representerat alls. Genom ett särskilt författningstillägg har invånarna i distriktet dock rätt att delta i presidentvalet.
På 1960-talet framfördes ett förslag till kongressen att distriktet skulle bli upptaget som en egen delstat i federationen. Förslaget röstades dock ner, eftersom det ansågs att ett huvudstadsdistrikt utanför delstatssystemet kunde stå mer neutralt gentemot delstaterna. I april 2021 röstade representanthuset för ett förslag att forma en ny delstat av Washington med röster 216-208. Enligt förslaget skulle staden delas i två så att huvudstadsdistrikt skulle innehålla Vita huset, Kongressen, Högsta domstolen och Kennedycenter, och skulle byta namn till "Capital". Resten skulle bli den 51:e delstaten som skulle heta "Washington, Douglass Commonwealth". Det är mestadels republikaner som motsätter sig Washingtons potentiella nya status som delstat eftersom den nya delstaten skulle få en representant till representanthuset och två senatorer till senaten. Dessa nya delegater skulle antagligen vara demokrater utifrån stadens valhistoria.
Från 1970-talet har invånarna i distriktet en folkvald borgmästare som styr den lokala förvaltningarna (exempelvis den lokala polisen) samt en folkvald församling.

## Ekonomi

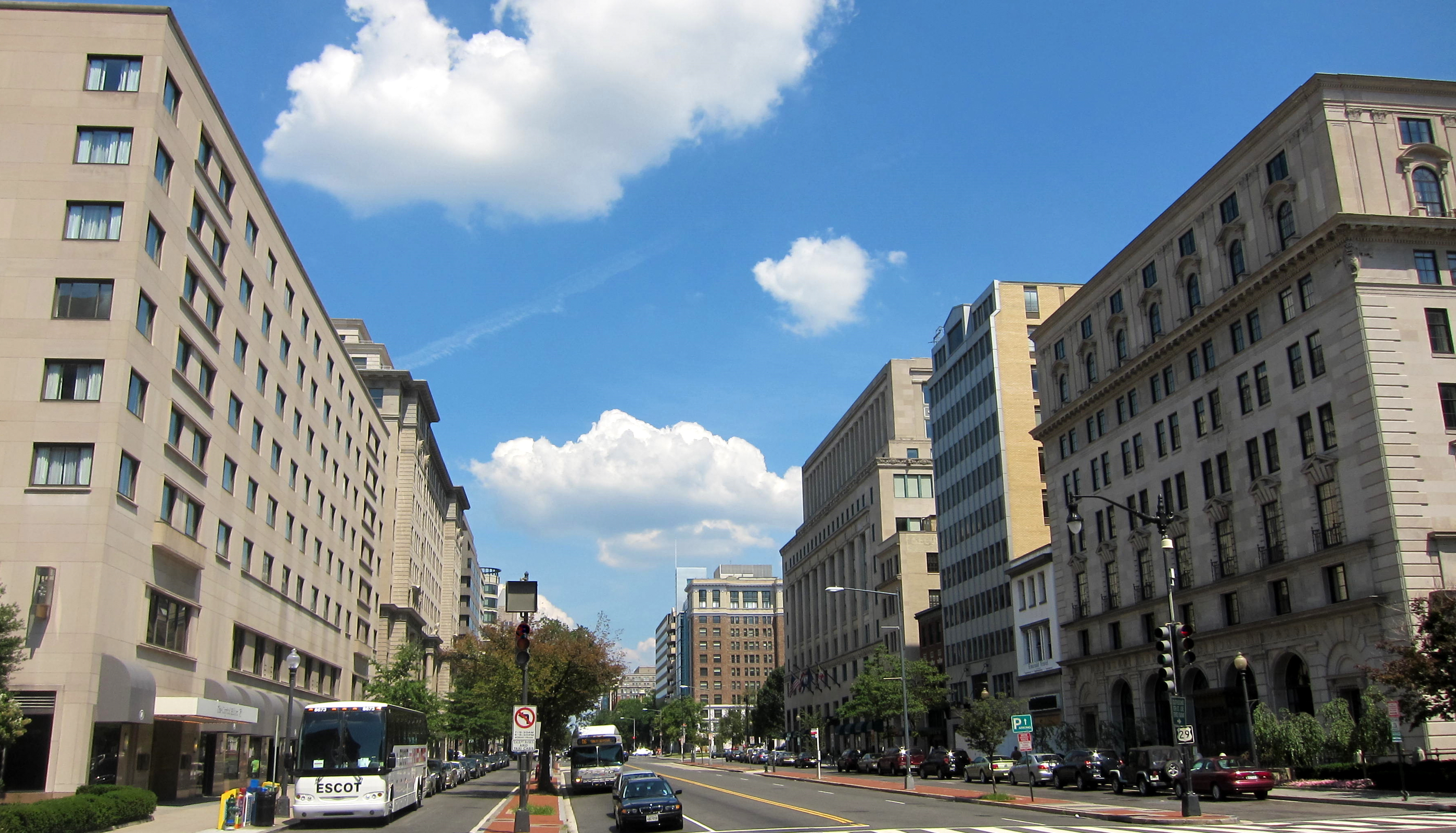
K Street är gatan där många konsulter och lobbyister har sina kontor.

Washington bygger främst sin ekonomi på den federala statens etablerade organisationer i staden. 2002 låg den federala staten bakom 27 procent av jobben i Washington, och en stor andel av stadskärnans befolkning har någon slags anknytning till staten. Etableringen av många statliga organisationer såsom Amerikanska försvarsdepartementet, National Institutes of Health och Food and Drug Administration har lett till utökad affärsverksamhet både i själva distriktet men även i förorterna i norra Virginia och Maryland. Denna affärsverksamhet inkluderar bland annat företag som arbetar under kontrakt från den federala staten (såväl inom civil verksamhet som inom det militära), ett antal ideella organisationer, advokatbyråer och lobbygrupper, catering och administrativa serviceföretag samt ett flertal andra industrier. Detta system har gjort att Washingtons ekonomi nästan är helt skyddad från lågkonjunkturer till skillnad från resten av landet, eftersom statens verksamhet pågår oavsett hur landets ekonomi ser ut och dessutom ofta ökar under lågkonjunkturer.
Fannie Mae, Pepco Holdings Incorporated och Danaher är några stora företag som har sina högkvarter i distriktet. Ett antal andra företag som tillhör den så kallade Fortune 500-listan (över de 500 största företagen i USA) har sina högkvarter i staden, däribland AES i Arlington County i Virginia, Capital One, Gannett och NVR Incorporated i McLean i Virginia, Lockheed Martin, Marriott International och Coventry Health Care i Bethesda i Maryland och Sprint Nextel Corporation och SLM Corporation i Reston i Virginia.
Stora företag som arbetar under kontrakt för det amerikanska försvaret såsom General Dynamics, Computer Sciences Corporation (CSC), Science Applications International Corporation (SAIC) och Orbital Sciences Corporation har också högkvarter i staden, liksom konsultfirman Booz Allen Hamilton. America Online har sitt högkvarter i närliggande Dulles i Virginia.
Som en följd av närheten av National Institutes of Health i Bethesda i Maryland har den amerikanska bioteknikindustrin etablerat sig i närheten, däribland Celera Genomics, The Institute for Genomic Research och Human Genome Sciences, alla i den närliggande staden Rockville i Maryland.
Förutom de statliga företagen är Washingtons större universitet de som har flest anställda, topp tre är Howard University, George Washington University och Georgetown University. Washington Hospital Center och Children's National Medical Center rundar av topp 5-listan över de företag som anställer flest personer i staden.
År 2005 var bruttoproduktionen i distriktet 72,256 miljarder dollar, vilket ger området en rankning på plats 36 bland de femtio staterna.

### Kommunikationer

Union Station på 1980-talet.

Washington (IATA-kod WAS) har tre trafikflygplatser: huvudflygplatsen Washington Dulles International Airport (IAD), Ronald Reagan Washington National Airport (DCA) med inrikesflyg samt från östra Kanada och Baltimore-Washington International Airport (BWI). Från Skandinavien finns direktflyg med SAS från Köpenhamn till Dulles International Airport. Från Andrews Air Force Base utgår presidentens tjänsteflyg, med anropssignal Air Force One (långdistansflyg) och Marine One (helikopter).
Washington har järnvägsförbindelser till övriga USA med Amtrak från Union Station, som är en av de järnvägsstationer i USA med flest antal passagerare per år. Det finns snabbtågsförbindelser till bland annat New York och Boston med Acela Express. Lokaltåg norrut trafikeras av MARC och söderut med Virginia Railway Express.
Washingtons tunnelbana har ett nät på 91 stationer fördelade på sex olika linjer som sträcker sig ut storstadsområdet med Maryland och Virginia.
Interstate 95 (I-95) som går från Florida längs med USA:s östkust till Maine passerar Washington, D.C. och ringvägen utanför distriktet benämns som The Capital Beltway.

## Utbildning

### Grund- och ungdomsskola
Washington är en av de amerikanska städer som har högst andel skolbarn inskrivna i kommunala skolor, och District of Columbia Public Schools driver på uppdrag av stadens utbildningsnämnd cirka 160 skolor och lärcenter. Flertalet är grundskolor (elementary schools) men systemet täcker även in högre studier samt gymnasie- och vuxenutbildning.
Eleverna i de offentligt finansierade skolorna är till största delen svarta. Vita utgör endast cirka 5 procent av elevkåren, och merparten av den vita medelklassen placerar sina barn i privata skolor med hänvisning till de offentliga skolornas dåliga resultat samt deras undermåliga lokaler och utrustning.[källa behövs]
Några av de mest kända skolorna är Woodrow Wilson Senior High School (en av Washingtons största high schools med stort antal studieinriktningar), Duke Ellington School of the Arts, en skola för studier med konstnärlig inriktning, samt School Without Walls. Den senare är en high school som grundades som en experimenterande lärmiljö 1971. Tillsammans med George Washington University uppmuntrar den sina elever att "använda staden som ett klassrum", ofta genom att hålla lektioner på museer, naturvetenskapliga institutioner eller hos något universitet.
Privata skolor inkluderar anrika Emerson Preparatory School där främst särskilt begåvade barn samt ambassadörsbarn går. Emerson specialiserar sig på att genomföra high school-utbildning på kortare tid, vilket ska passa de begåvade barnen och diplomatbarnens korta vistelseperioder i landet. The National Cathedral School for Girls är knuten till episkopalkyrkan och är förlagd till området runt Washington National Cathedral. Det finns även en katolsk flickskola, Georgetown Visitation Preparatory School, där samtliga elever går vidare till högre studier efter avslutad examen.[källa behövs] Andra skolor är Georgetown Day School som grundades på 1940-talet och var en av de första skolorna som erbjöd klasser från förskola till high school (K-12), samt Washington International School (WIS) som startades 1966 och var den första i området att erbjuda IB-Programmet (International Baccalaureate). WIS har två campus med cirka 900 elever från förskola (Kindergarten) till 12:e klass. Ungefär hälften av eleverna har någon internationell anknytning.

### College och universitet

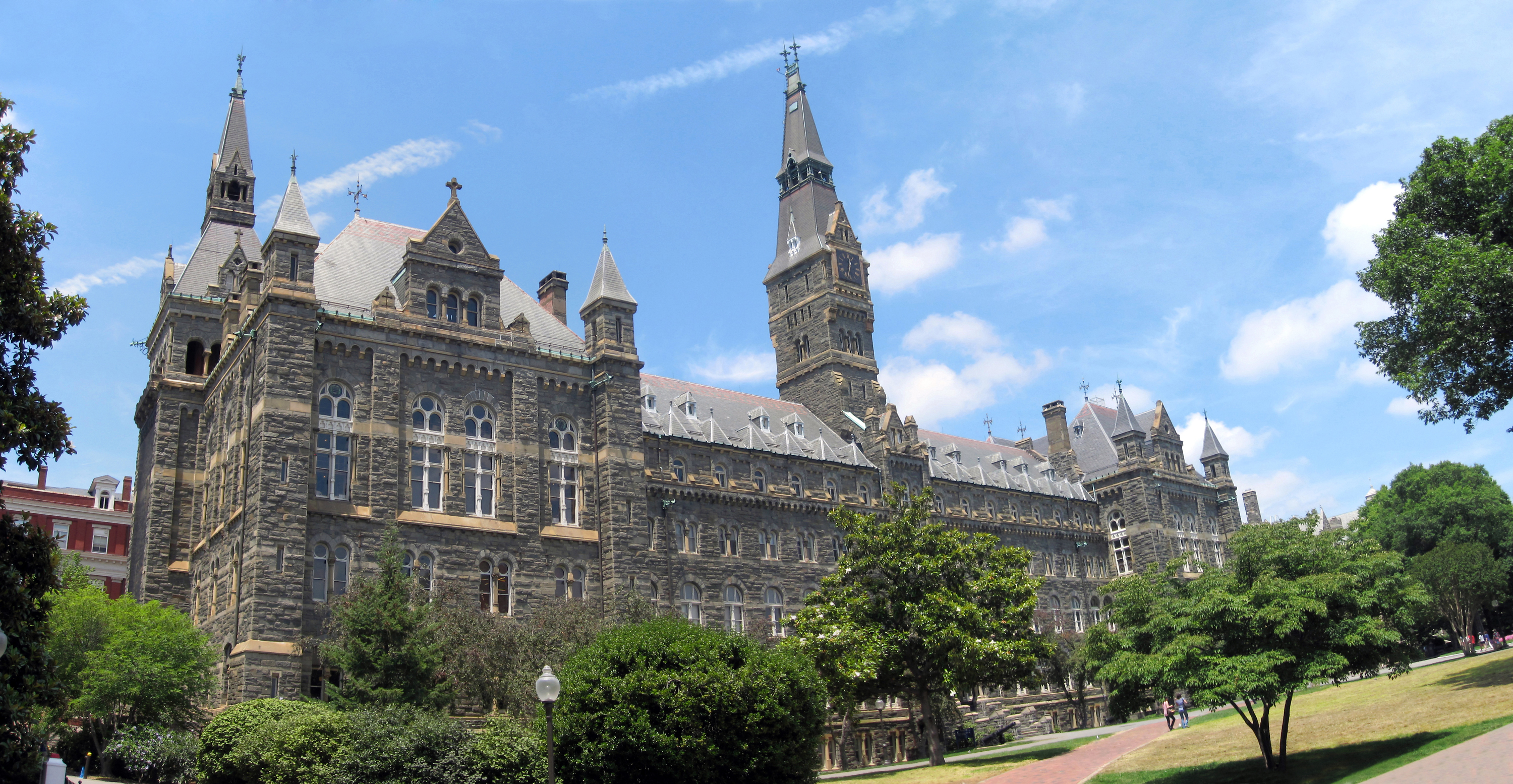
Healy Hall är huvudbyggnaden för Georgetown University.

Staden hyser ett större antal universitet och college, både med privata och offentliga huvudmän.
- American University, AU, är ett privat lärosäte som skapades genom kongressbeslut 1893. Skolan invigdes 1914 men räknar sin historia från ett brev där George Washington uttryckte att ett ”nationens universitet” behövde finnas i huvudstaden. Universitetet grundades med siktet inställt på avancerad nivå, men sedan 1925 finns även grundläggande högskoleutbildning. AU är kanske främst känt för sin juridiska fakultet, sin utbildning inom statsvetenskap och internationella relationer samt utbildningen inom kommunikationsvetenskap. Under en period har den amerikanska armén använt en del av området för tester och forskning, bland annat för kemiska stridsmedel. Det ledde under 1990-talet ledde till en omfattande sanering på campus. AU har sedan starten haft starka kopplingar till metodistkyrkan, men har förblivit fristående från trossamfund.
- Catholic University of America, CUA, är den romersk-katolska kyrkans nationsuniversitet för USA och grundades efter påvligt godkännande av den amerikanska biskopssynoden 1887. Det är det enda lärosätet med en ecklesiologiskt inriktad lärarkår i kanonisk rätt. Ursprungligen var CUA ett forskningscenter med utbildning på avancerad nivå, men sedan 1904 ges även högskoleutbildning på grundläggande nivå.
- Georgetown University är ett privatägt katolskt universitet grundat 1789, vilket gör det något äldre än det federala distriktet. Det är också landets äldsta katolska lärosäte. Georgetown University var det första amerikanska universitetet att välja en svart rektor. Särskilt framstående är universitetets utbildningar inom juridik (Georgetown University Law Center) och internationell politik (Edmund Walsh School of Foreign Service).

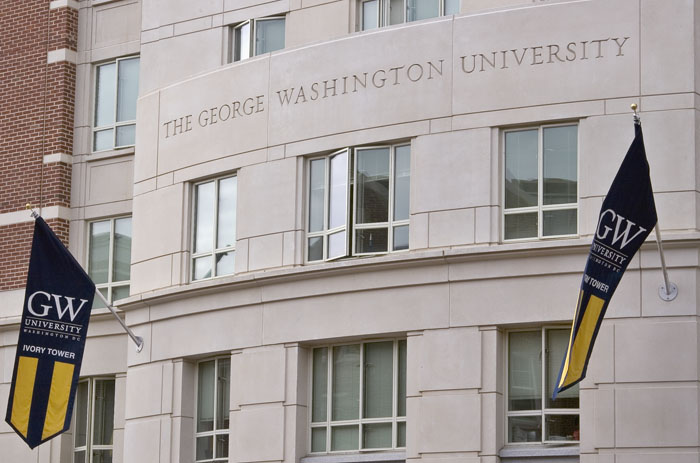
George Washington University.

- George Washington University. George Washington University, GW, grundades genom ett kongressbeslut 1821 och är stadens största lärosäte, med sitt huvudcampus vid Foggy Bottom. År 1999 tog universitetet över Mount Vernon College i nordvästra Washington. Universitetets medicinska fakultet driver universitetssjukhuset George Washington University Hospital.
- Trinity Washington University är ett romersk-katolskt universitet grundat 1897 för att ge kvinnor en utbildning inom De fria konsterna. Numera antas även män, men enbart till utbildningar på avancerad nivå.
- University of the District of Columbia grundades 1977 genom en sammanslagning av Federal City College, Washington Technical Institute och District of Columbia Teachers College. Det är ett offentligfinansierat lärosäte med övervägande andel svarta studenter, vilket härstammar från tiden när rasskilda lärosäten upprättades.[16] University of the District of Columbia är också ett så kallat land-grant-universitet; lärosätet erhöll en landdonation av staten för att avkastningen av marken ska finansiera verksamheten. I realiteten ersattes dock landdonationen av en summa pengar som nu utgör grunden för universitetets förvaltade medel. Universitetet är och förblir dock USA:s enda urbana land-grant-universitet.

Andra lärosäten i närheten av eller med campusområden i Washington är The Corcoran College of Art and Design, The Reformed Theological Seminary, Strayer University, Gallaudet University, Howard University, Southeastern University och närbelägna Baltimores Johns Hopkins University.
Genom Washingtons roll som huvudstad finns även en rad institutioner kopplade till den federala statsmakten och dess departement. The United States Department of Agriculture's Graduate School, som tillhöra jordbruksdepartementet, erbjuder utbildningar på avancerad nivå inom agronomi. National Defense University, som är underställt försvarsdepartementet och är förlagt till armébasen Fort Lesley McNair, utbildar militära och civila ledare i ledarskap, strategi, förvaltning, industriell ekonomi och internationella säkerhetsfrågor. Lärosätet bedriver också en omfattande tvärvetenskaplig forskning inom samma områden.

## Kultur

### Sport

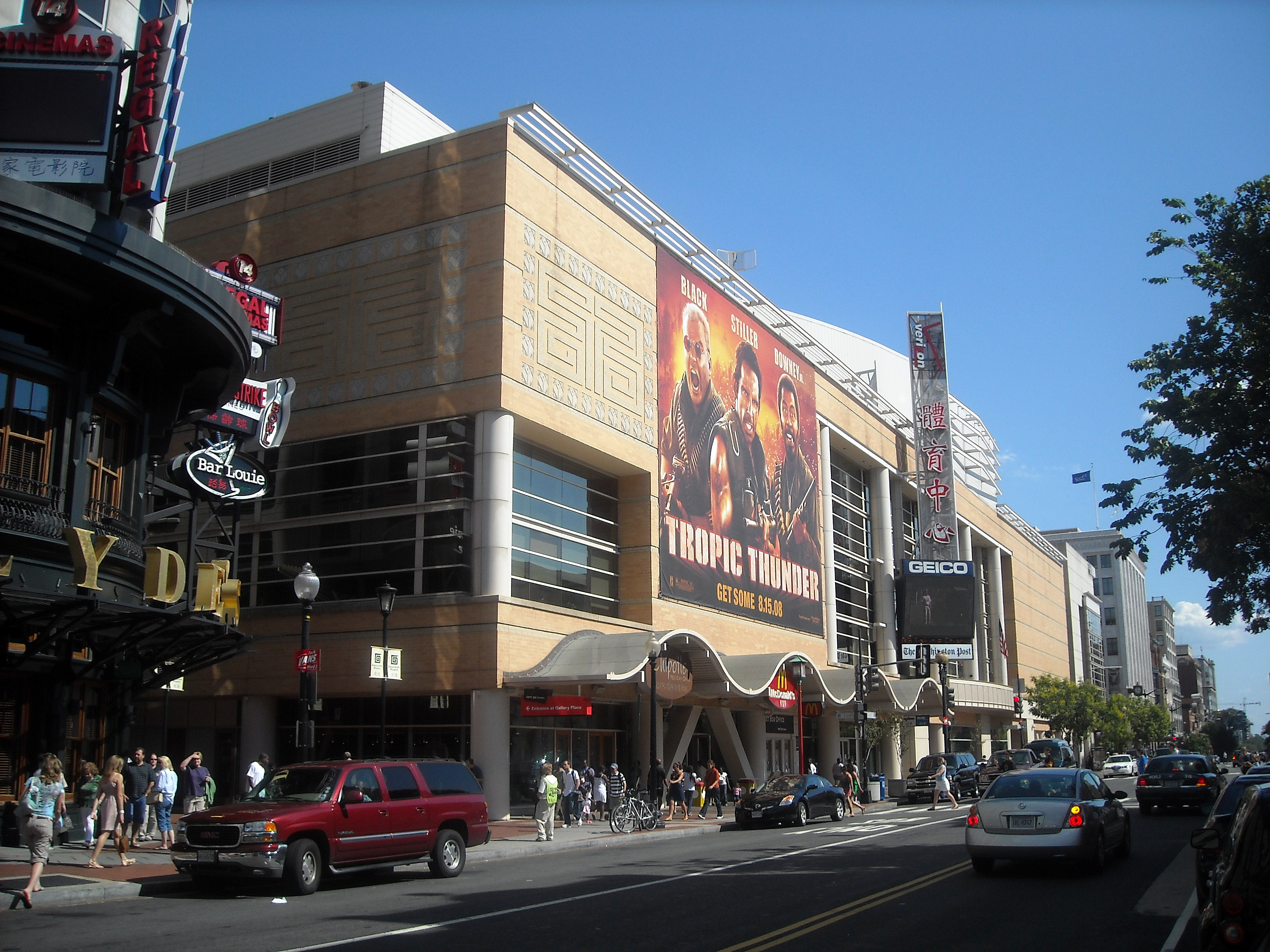
Capital One Arena är hemmaarena för Washington Capitals, Washington Wizards och Washington Mystics.

I Washington, D.C. finns fem stora herrklubbar i olika sporter: Washington Wizards (National Basketball Association) och Washington Capitals (National Hockey League) som båda spelar i Capital One Arena i Chinatown, Washington Nationals (Major League Baseball) som spelar i Nationals Park, D.C. United (Major League Soccer) som spelar i RFK Stadium samt Washington Commanders (National Football League) som spelar i FedExField i Landover i Maryland.
I Washington finns även två stora damklubbar: Washington Mystics (Women's National Basketball Association) som spelar i Capital One Arena och Washington Freedom (Women's Professional Soccer) som spelar på en närliggande arena vid namn Germantown, Maryland och RFK Stadium. Andra professionella och semiprofessionella klubbar i Washington är bland andra Washington Bayhawks (Major League Lacrosse), som spelar i Navy-Marine Corps Memorial Stadium, Washington Kastles (World TeamTennis), Washington DC Slayers (American National Rugby League), Baltimore Washington Eagles (United States Australian Football League), DC Divas (Independent Women's Football League), DC Explosion (North American Football League) och Washington RFC (Rugby Super League).

### Museer och kulturella institutioner
Library of Congress är USA:s nationalbibliotek och en central institution i det globala biblioteksväsendet.
Smithsonian Institution innefattar ett antal viktiga museer och forskningsinstitutioner, däribland det naturhistoriska National Museum of Natural History och National Air and Space Museum. National Air and Space Museum är världens mest besökta museum[källa behövs] och har en stor samling av epokgörande flygmaskiner i original; däribland Charles Lindberghs plan Spirit of St. Louis. Museet har även en stor anläggning vid Dulles International Airport där museiföremålen bland annat består av en rymdfärja och Enola Gay. 
Andra museum i Washington, D.C. är United States Holocaust Memorial Museum som samlar och presenterar dokumentation om förintelsen, konstmuseet National Gallery of Art samt Spy Museum som beskriver spionage mellan länder i olika tider.

### Media

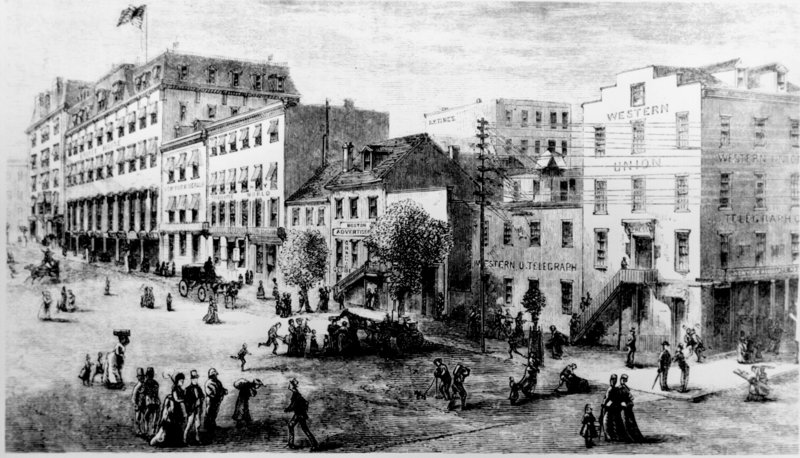
Washington's Newspapers lager på Pennsylvania Avenue år 1874.

Washington, D.C. är ett framträdande centrum för nationell och internationell media. The Washington Post, grundad 1877, är den äldsta och den mest lästa dagliga tidningen i Washington, och var den tidning som avslöjade Watergateskandalen. "The Post", som den kallas i dagligt tal, trycks i tre huvudversioner; en för varje stadsdel (the District, Maryland och Virginia). Tidningen hade den sjätte största upplagan av alla tidningar i USA i september 2008, även borträknat de utökade nationella versionerna. En annan tidning i närheten av Washington, D.C. är USA Today som har sitt huvudkontor i närheten av McLean, Virginia.

### Övriga sevärdheter
- The National Mall. Ett stort grönområde i centrala Washington D.C. för Nationens monument och Smithsonians olika museum.
- Arlingtonkyrkogården (på Virginiasidan), där bland andra USA:s president John F Kennedy och dennes bröder, senatorerna Robert Kennedy och Ted Kennedy ligger begravda.
- Fordteatern, där president Abraham Lincoln sköts 1865.
- Georgetown. En välkänd kulturskyddad stadsdel. Var tidigare en egen stad och är 50 år äldre än Washington DC.
- Union Station, stadens järnvägsstation.
- Old Post Office Pavilion
- Vita Huset

### Kända personer födda i Washington
- John Foster Dulles, USA:s utrikesminister 1953–1959
- Duke Ellington, orkesterledare, jazzmusiker, pianist
- Marvin Gaye, soulsångare, låtskrivare
- Al Gore, USA:s vicepresident 1993–2001
- Goldie Hawn, skådespelerska
- J. Edgar Hoover, FBI-chef 1924–1972
- Allen Johnson, friidrottare OS-guld 1996
- Eugene J. Martin, konstnär 1938–2005
- John Philip Sousa, kompositör (marscher etcetera)
- Andy Stanfield, friidrottare, OS-guld 1952
- John Warner, USA:s marinminister 1972–1974, senator för Virginia 1979–2009